# Wish I Was Here
Wish I Was Here (Ojalá estuviera aquí en España) es una película estadounidense de 2014 dirigida por Zach Braff y coescrita con su hermano Adam Braff. La película la protagonizan Braff, Josh Gad, Ashley Greene, Kate Hudson, Joey King y Mandy Patinkin. 
Se estrenó mundialmente en el Festival de Cine de Sundance el 18 de enero de 2014 y se le dio un estreno limitado el 18 de julio de 2014 por Focus Features.

## Argumento
Aidan, un actor y padre de familia, debe reexaminar su vida cuando sus finanzas empeoran. Por esto, realizará cambios en su carrera y familia, buscando mejorar su vida.

## Elenco
- Zach Braff como Aidan Bloom.[6]
- Kate Hudson como Sarah Bloom.
- Joey King como Grace Bloom.
- Pierce Gagnon como Tucker Bloom.
- Mandy Patinkin como Gabe Bloom.
- Josh Gad como Noah Bloom.
- Ashley Greene como Janine.
- Jim Parsons como Paul.

- Donald Faison como Anthony.
- Phill Lewis como Nerd.
- Leslie David Baker
- James Avery
- Mark Thudium como Terry.
- Bob Clendenin como abogado.

## Producción
El 24 de abril de 2013 el director Zach Braff lanzó una campaña para su película cómica Wish I Was Here, con el objetivo de reunir 2 millones de dólares para un proyecto de película con un guion coescrito junto a su hermano Adam J. Braff.
 Larry Sher fue elegido como director de fotografía y los productores Michael Shamberg y Stacey Sher fueron elegidos para producir el proyecto. 
El 15 de mayo Worldview Entertainment ofreció financiar el proyecto.

### Filmación
El rodaje llevó 25 días, comenzó el 5 de agosto de 2013 en Los Ángeles y terminó el 6 de septiembre de 2013.

## Estreno
El primer tráiler de la película se estrenó el 9 de abril de 2014.
La película se estrenó mundialmente en el Festival de Cine de Sundance en enero de 2014. Focus Features compró los derechos de distribución por $2,75 millones.

## Recepción
En Rotten Tomatoes tiene un 46% de aprobación basado en 112 críticas. En Metacritic tiene un 43% de aprobación basado en 34 críticas.

## Banda sonora
La banda sonora de la película incluye una canción original por The Shins, una canción original por Bon Iver.
1. "So Now What" por The Shins
2. "Broke Window" por Gary Jules
3. "The Mute" por Radical Face
4. "Cherry Wine" (en vivo) por Hozier
5. "Holocene" por Bon Iver
6. "The Shining" por Badly Drawn Boy
7. "Mexico" por Jump Little Children
8. "Wish I Was Here" por Cat Power y Coldplay
9. "Wait It Out" por Allie Moss
10. "The Obvious Child" por Paul Simon
11. "Breathe In" por Japanese Wallpaper con Wafia
12. "Heavenly Father" por Bon Iver
13. "Raven's Song" por Aaron Embry
14. "Mend" por The Weepies
15. "No One to Let You Down" por The Head and the Heart